# Ranulf le Meschin
Ranulfo el Meschin [el más joven], III conde de Chester (en francés: Ranulf, le Meschin) (1070-1129) fue un noble anglonormando que se estableció en el norte y centro de Inglaterra. Originario de Bessin en Normandía, hijo de Ranulfo de Briquessart, hizo su carrera en Inglaterra gracias a su parentesco con Hugo de Avranches, conde de Chester, al patrocinio de los reyes Guillermo II Rufus y Enrique I Beauclerc, y a su matrimonio con Lucy, dueña de posesiones en Bolingbroke-Spalding en Lincolnshire. 
Ranulfo luchó en Normandía en nombre de Enrique I y sirvió al rey inglés como gobernador semindependiente en el extremo noroeste, en Cumberland y Westmorland, fundando el priorato de Wetheral. Después de la muerte de su primo Ricardo de Avranches en el desastre del Barco Blanco de noviembre de 1120, Ranulfo fue nombrado conde de Chester en las marchas galesas. Ostentó el título durante el resto de su vida y pasó el título a su hijo, Ranulfo de Gernon.

## Biografía

### Familia y orígenes
Los padres de Ranulfo el Meschin provenían de dos familias diferentes de vizcondes en Normandía, y ambos estaban estrechamente vinculados a Enrique, hijo de Guillermo el Conquistador. Su padre era Ranulfo de Briquessart, y probablemente por esa razón para diferenciarlo del más antiguo Ranulfo, se le llamaba le Meschin, «el Joven». El padre de Ranulfo era vizconde de Bessin, el área alrededor de Bayeux. Además de Odo, obispo de Bayeux, Ranulfo el Mayor era el magnate más poderoso de la región de Bessin en Normandía. La bisabuela de Ranulfo le Meschin incluso pudo haber pertenecido a la familia ducal de Normandía, ya que se sabe que el vizconde abuelo paterno de Le Meschin, Anschitil (nieto de Ralph de Bayeux) se casó con una hija del duque Ricardo III.
La madre de Ranulfo el Meschin, Margaret, era hija de Richard Goz, vizconde de Avranches. El padre de Richard, Thorstein le Goz, fue vizconde de Hiémois entre 1017 y 1025, mientras que el mismo Richard se convirtió en vizconde de Avranchin en 1055 o 1056. Su hermano (el hijo de Richard Goz) era Hugo de Avranches "Lupus" ("el lobo"), vizconde de Avranchin y conde de Chester (desde 1070). Ranulfo era, por tanto, además de heredero de Bessin, sobrino de una de las familias más poderosas y prestigiosas de la Inglaterra normanda.
Se sabe por una entrada en el Liber Vitae de Durham ca. 1098-1120, que Ranulfo el Meschin tuvo un hermano mayor llamado Richard (que murió en la juventud) y un hermano menor llamado William. Tuvo también una hermana llamada Agnes, esposa de Robert de Grandmesnil.

### Primeros años
El historiador C. Warren Hollister creía que el padre de Ranulfo, Ranulfo, perteneció al círculo privado del futuro Enrique I. Hollister llamó a Ranulfo el Viejo «amigo de los días juveniles de Enrique en el oeste de Normandía», y argumentó que la patria de los dos Ranulfos había estado bajo el señorío de Enrique desde 1088, a pesar de que tanto la autoridad ducal como la real pertenecía a los dos hermanos de Enrique. Hollister sugirió además que Ranulfo el Meschin pudo haber intervenido para convencer a Robert Curthose de que liberara a Enrique en 1089.
La fecha de la muerte de Ranulfo el Viejo, y la sucesión de Ranulfo el Meschin no está clara, pero la última aparición del primero y la primera de este último en registros históricos existentes coincide, siendo el 24 de abril de 1089 en el diploma de Robert Curthose, duque de Normandía, en la catedral de Bayeux. Ranulfo el Meschin aparece como "Ranulfo hijo de Ranulfo el vizconde". 
En la carta fundacional de la abadía de Chester, otorgada por su tío Hugo de Avranches, conde de Chester, y supuestamente emitida en 1093, Ranulfo el Meschin figura como testigo. Su testimonio a esta donación aparece como Signum Ranulfi nepotis comitis, «firma de Ranulfo, sobrino del conde». Sin embargo, el editor de las cartas condales de Chester, Geoffrey Barraclough, pensaba que esa carta se había falsificado en el período del conde Ranulfo II. Entre 1098 y 1101 (probablemente en 1098) Ranulfo se convirtió en un importante terrateniente inglés por derecho propio cuando se convirtió en el tercer esposo de Lucy, heredera del honor de Bolingbroke en Lincolnshire. Esta adquisición también le trajo el señorío de Appleby en Westmorland, anteriormente en manos del segundo esposo de Lucy, Ivo Taillebois.
El matrimonio con una gran heredera se realizaba sólo con autorización real, lo que a su vez significaba que el rey debía respetar y confiar en Ranulfo. Ranulfo fue probablemente, como su padre, uno de los primeros y más leales seguidores de Enrique, como indica Orderico Vital. Sin embargo, Ranulfo no aparece frecuentemente en la corte, y no formaba parte del grupo de asesores del rey. Fue testigo de documentos solo ocasionalmente, aunque esto fue más habitual tras convertirse en conde.  En 1106 se le ve como juez en York en un caso sobre el señorío de Ripon. En 1116 aparece en un contexto similar.
Ranulfo fue, sin embargo, uno de los compañeros militares del rey. Cuando, poco después de Pentecostes del año 1101 Enrique supiera de los planes de invasión de Inglaterra por su hermano Robert Curthose, buscó la lealtad de sus súbditos para defender el reino. Una carta a los hombres de Lincolnshire nombra a Ranulfo como uno de los responsables de recoger esos juramentos. Ranulfo fue uno de los magnates que acompañó al rey Enrique en su invasión de Normandía en 1106. Ranulfo sirvió bajo Enrique como oficial de la casa real durante sus campañas militares; fue, de hecho, uno de sus tres comandantes en la batalla de Tinchebrai. La primera línea de los hombres de Enrique era dirigida por Ranulfo, la segunda (con el rey) por Robert de Meulan, y la tercera por William de Warrene, con otros mil caballeros de Bretaña y Maine mandados por Elías de Maine. La línea de Ranulfo estaba formada por hombres de Bayeux, Avranches y Coutances.

### Señor de Cumberland

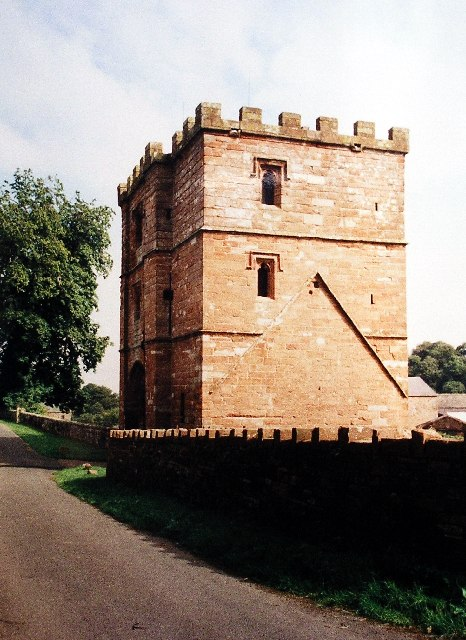
La casa del guarda del Priorato Wetheral, fundada por Ranulfo c. 1106.

Un diploma emitido en 1124 por David I de Escocia a Robert I de Brus citaba el señorío de Ranulfo de Carlisle y Cumberland como modelo para el nuevo señorío de Robert en Annandale. Esto es significativo porque Robert es conocido por otras fuentes por haber actuado con autoridad semi-real en esta región. Una fuente de 1212 atestigua que los jurados de Cumberland recordaban a Ranulfo como quondam dominus Cumberland ("en algún momento señor de Cumberland"). Ranulfo poseía el poder y, en algunos aspectos, la dignidad de un conde semiindependiente en la región, aunque carecía del estatus formal de ser llamado así. Una ilustración contemporánea del estatus de Ranulfo aparece en los registros de Wetheral Priory, donde aparec Ranulfo dirigiéndose a su propio sheriff, "Richer" (probablemente Richard de Boivill, barón de Kirklinton). De hecho, no hubo actividad real en Cumberland o Westmorland mientras Ranulfo estuvo al frente, lo que da testimonio de la amplitud de sus facultades.
Ivo Taillebois, cuando se casó con la futura esposa de Ranulfo, Lucy, había adquirido sus tierras de Lincolnshire, pero en algún momento después de 1086 adquirió propiedades en Kendal y en otras partes de Westmorland. Las tierras vecinas de Westmorland y Lancashire que anteriormente habían sido controladas por Tostig Godwinson probablemente se dividieron entre Roger el Poitevino e Ivo en la década de 1080, una división que influyó en la frontera posterior de los dos condados. El señorío normando en el corazón de Cumberland puede datarse por las crónicas hasta 1092, el año en que Gulilermo Rufus conquistó la región a su anterior gobernante, Dolfin. Como resultado, no hay pruebas concluyentes de que los colonos de las tierras de Lincolnshire de Ivo hayan llegado a Cumberland.
Entre 1094 y 1098 Lucy estuvo casada con Roger Fitz Gerold de Roumare, y es probable que mediante ese matrimonio el rey transfiriera la autoridad en la región a Roger Fitz Gerold. Sin embargo, solo desde 1106, ya bien entrado el reinado de Enrique I, hay cierta evidencia de que Ranulfo hubiera recibido esa autoridad. La "visión tradicional", sostenida por el historiador William Kapelle, era que la autoridad de Ranulfo en la región no surgió hasta 1106 o después, como recompensa por su participación en la batalla de Tinchebrai. Otro historiador, Richard Sharpe, argumentó que probablemente ya existiera desde 1098. Sharpe enfatizó que Lucy era el mecanismo por el cual esa autoridad cambió de manos, y señaló que Ranulfo había estado casado con Lucy años antes de Tinchebray.
Igualmente, Ranulfo entregó tierras a la iglesia, fundando una casa monástica benedictina en Wetheral. Esa casa fue creada como hija de la abadía de Santa Maria de York, dotada generosamente por Ivo Taillebois. Eso tuvo lugar en 1112, el año de la muerte del abad Esteban de Santa María, mencionado en la escritura de la fundación. En épocas posteriores, el priorato de Wetheral se dedicó a Santa María y la Santísima Trinidad, así como a otro santo llamado Constantino. Ranulfo dotó a Wetheral, entre otros, con sus dos iglesias en Appleby, St Lawrences (Burgate) y St Michaels (Bongate).
Como nuevo magnate regional, se esperaría que Ranulfo entregara tierras a sus propios seguidores, y de hecho el registro de los jurados de Cumberland de 1212 afirmaba que Ranulfo creó dos baronías en la región. El cuñado de Ranulfo, Robert de Trevers, recibió la baronía de Burgh-by-Sands, mientras que la baronía de Liddel fue a Turgis Brandos. Parece haber intentado entregar la gran baronía de Gilsland a su hermano William, pero no logró desalojar al señor nativo, el homónimo "Gille", hijo de Boite; más tarde, el señorío de Allerdale (incluido Copeland), incluso más grande que Gilsland, que se extiende a lo largo de la costa desde el río Ellen hasta el río Esk, fue entregado a William. Richard de Boivill, el sheriff de Ranulfo pudo haber recibido Kirklinton.

### Conde de Chester

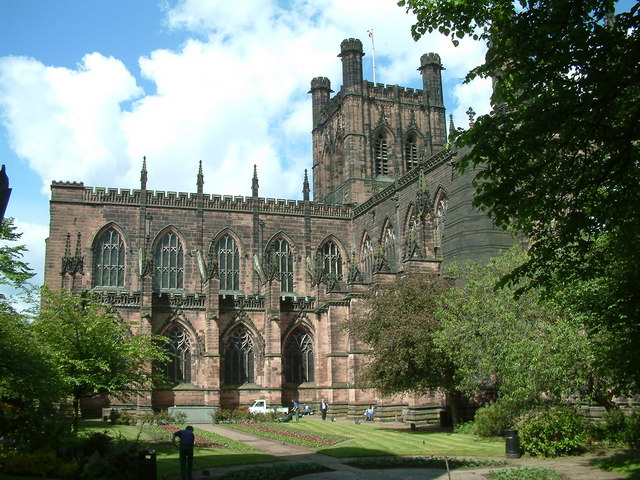
Catedral de Chester hoy, originalmente Chester Abbey, donde fue enterrado el cuerpo de Ranulfo.

1120 fue un año fatídico para Enrique I y Ranulfo. Ricardo de Avranches, conde de Chester, y el hijo y heredero de Enrique, Guillermo Adelin, murieron en el Desastre del Barco Blanco cerca de Barfleur el 25 de noviembre. Solo cuatro días antes del desastre, Ranulfo y su primo Richard habían atestiguado una carta juntos en Cerisy. 
Enrique probablemente no podía esperar mucho para reemplazar a Richard, ya que los galeses habían reiniciado las hostilidades bajo el carismático liderazgo de Gruffudd ap Cynan. Según la Historia Regum, la muerte de Richard provocó que los galeses atacaran Cheshire, saqueando, matando y quemando dos castillos. Quizás debido a su reconocida capacidad militar y fuerza social, por su lealtad y por su cercanía al conde Richard, Enrique reconoció a Ranulfo como el sucesor de Richard en Chester.
En 1123, Enrique envió a Ranulfo a Normandía con una gran cantidad de caballeros y con su hijo bastardo, Roberto, conde de Gloucester, a reforzar las guarniciones. Ranulfo comandó la guarnición del rey en Évreux y gobernó el condado de Évreux durante la guerra de 1123-1124 con William Clito, hijo y heredero de Robert Curthose. En marzo de 1124, Ranulfo ayudó a capturar a Waleran de Meulan. Conocedor de que Ranulfo planeaba atacar Vatteville, Ranulfo planeó interceptarlos, en una acción ejecutada por Henry de Pommeroy, Odo Borleng y William de Pont-Authou, con 300 caballeros. En la batalla, que tuvo lugar tal vez en Rougemontier (o Bourgthéroulde), Waleran fue capturado.
Aunque Ranulfo llevó el título de "conde de Chester", el honor (es decir, el grupo de propiedades) que formaba las propiedades del conde de Chester estaba repartido por toda Inglaterra, y durante el gobierno de sus predecesores incluía el cantref de Tegeingl en Perfeddwlad en el noroeste de Gales. Alrededor de 1100, solo una cuarta parte del valor del honor correspondía realmente a Cheshire, uno de los condados más pobres y menos desarrollados de Inglaterra. Las propiedades en otros lugares probablemente fueron entregadas a los condes en compensación por la pobreza de Cheshire, con el fin de fortalecer su posición vulnerable en la frontera anglo-galesa. La posibilidad de conquista y botín en Gales debería haber complementado la riqueza y el atractivo del señorío, pero durante gran parte del reinado de Henry el rey inglés intentó mantener a los príncipes galeses vecinos bajo su paz.
La ascensión de Ranulfo pudo haber implicado la renuncia a muchas de sus otras tierras, incluidas gran parte de las tierras de Lincolnshire de su esposa, así como sus tierras en Cumbria, aunque no hay pruebas de ello. Es probable que Cumberland fuera entregado entonces, ya que Enrique visitó Carlisle en diciembre de 1122, donde, según la Historia Regum, ordenó el reforzamiento del castillo.
Hollister creyó que Ranulfo ofreció las tierras de Bolingbroke a Enrique a cambio del condado. El historiador A.T. Thacker creía que Enrique I forzó a Ranulfo a renunciar a la mayoría de las tierras de Bolingbroke por temor a que Ranulfo se volviera demasiado poderoso, ya que controlaría tanto Cheshire como Lincoln. Sharpe, sin embargo, sugirió que Ranulfo pudo haber tenido que vender una gran cantidad de tierra para pagarle al rey por el condado de Chester, aunque no podría haber cubierto el precio total, ya que Ranulfo de Gernon, hijo de Ranulfo, debía al rey £ 1000 "de la deuda de su padre por la tierra del conde Hugo". Hollister pensaba que esa deuda era simplemente el alivio feudal normal que se esperaba pagar por un gran honor, y sugirió que el impago parcial de Ranulfo, o el perdón de Enrique por el impago, era una forma de patrocinio real.
Ranulfo murió en enero de 1129 y fue enterrado en la abadía de Chester. Le sobrevivió su esposa y condesa, Lucy, y fue sucedido por su hijo Ranulfo de Gernon. Una hija, Alicia, se casó con Richard de Clare, un señor en las marcas galesas. Uno de sus descendientes, su quinto hijo, participó en el asedio de Lisboa, y recibió como recompensa el señorío de Azambuja por el rey Afonso I de Portugal. 
El hecho de que su carrera tuviera eco en la imaginación popular puede deducirse de las líneas de Piers Plowman, de William Langland (c. 1362 – c. 1386) en las que Sloth, el sacerdote perezoso, confiesa: «No puedo [conocer] de manera indiferente [perfectamente] a mi Paternoster como el que más canta, / Pero tengo rimas de Robyn Hood y Randolf conde de Chester».